# Новофірсово
Новофі́рсово (рос. Новофирсово) — село у складі Кур'їнського району Алтайського краю, Росія. Адміністративний центр та єдиний населений пункт Новофірсовської сільської ради.

## Населення
Населення — 560 осіб (2010; 702 у 2002).
Національний склад (станом на 2002 рік):
- росіяни — 92 %